# Dana Beszczynski
Dana Joseph Beszczynski (* 1965) ist ein US-amerikanischer Basketballtrainer.

## Leben
Der aus dem US-Bundesstaat New York stammende Beszczynski spielte Basketball am Erie Community College in der Stadt Buffalo, ehe er an derselben Hochschule in den Basketballtrainerstab wechselte. Er gehörte am Erie Community College auch der dortigen Hochschulfußballmannschaft an und bekleidete die Position des Torwarts. 1987 war er Assistenztrainer der Basketballmannschaft der Bowie State University. Er studierte das Fach Gesundheitswissenschaft, zunächst am Erie Community College, dann an der University of Maryland und der University of Maryland, Baltimore County.
Nachdem er einige Jahre lang nicht als Basketballtrainer tätig gewesen war, übernahm Beszczynski 1991 das Amt des Trainerassistenten an der Hammond High School im Bundesstaat Maryland und betreute an derselben Schule zusätzlich in Hauptverantwortung die vornehmlich aus Spielern der jüngeren Jahrgänge bestehende zweite Basketballmannschaft, während er hauptberuflich eine Lehrerstelle an einer anderen Schule innehatte. 1995 trat er eine Stelle als Assistenztrainer an der Gwynedd Mercy University im Bundesstaat Pennsylvania an und war weiterhin als Lehrer tätig, erhielt aber noch im selben Jahr von einem befreundeten Trainer den Hinweis auf eine freie Stelle in Österreich, auf die sich Beszczynski  bewarb und den Zuschlag erhielt. Ab der Saison 1995/96 war er als Trainer des österreichischen Zweitligisten Swans Gmunden tätig und stieg mit der Mannschaft 1997 als Nachrücker in die Bundesliga auf. Er arbeitete in Gmunden des Weiteren im Jugendbereich. Im Juni 1997 wurde er von der englischen Mannschaft Hemel & Watford Royals als Trainer verpflichtet, im Oktober 1997 wurde er wieder entlassen, nachdem die Mannschaft unter seiner Leitung sechs Spiele in Folge verloren hatte.
Von 1998 bis 2000 und in einer zweiten Amtszeit von 2003 bis 2008 war er entscheidend am Aufbau von Mannschaften in verschiedenen Sportarten an der Amerikanischen Schule in Salzburg beteiligt. Von 2002 bis 2004 war Beszczynski Trainer des BBC Linz und führte die Mannschaft zum Bundesliga-Aufstieg.
Neben seinen Tätigkeiten im Basketball wurde er in Österreich als Schiedsrichter in der Sportart Baseball tätig, was er zuvor auch bereits in seinem Heimatland getan hatte. Ab 2000 war er Schiedsrichter in der höchsten österreichischen Baseballliga und ab 2004 auch in der deutschen Baseball-Bundesliga. Des Weiteren war er bei internationalen Wettkämpfen als Schiedsrichter und technischer Kommissar im Einsatz, unter anderem bei Europa- und Weltmeisterschaften. Er war Mitgründer der Vereinigung der Baseballschiedsrichter in Österreich. 2009 wurde er vom europäischen Baseballverband als Schiedsrichter des Jahres ausgezeichnet.
Von August 2010 bis Mai 2012 war er im Basketball als Jugendtrainer und Trainerwart der Swans Gmunden tätig. Zudem war er zeitweilig Co-Trainer von Gmundens Bundesligamannschaft.
Zwischen 2014 und 2017 arbeitete er als Co-Trainer des österreichischen Basketball-Bundesligisten WBC Wels und trug zum Gewinn des Supercups 2016 sowie zur Vizemeisterschaft 2016 bei. Er übernahm in Wels auch Traineraufgaben im Nachwuchsbereich. Im Sommer 2017 kehrte Beszczynski zum BBC Linz zurück, wurde dort Trainer im Jugendbereich, betreute Mädchen- und Jungenleistungsmannschaften und wirkte an der Weiterführung eines Nachwuchsleitfadens in dem Verein mit. Zusätzlich war er von 2018 bis 2020 Trainer des Damenbasketball-Leistungszentrums Oberösterreich und betreute dessen Bundesliga-Damen als Cheftrainer. Ab Januar 2019 hatte der US-Amerikaner darüber hinaus eine weitere Aufgabe inne und betreute Österreichs weibliche U16-Auswahl als Nationaltrainer, unter anderem bei der B-Europameisterschaft im Sommer 2019.
Im April 2020 gab der deutsche Damen-Erstligist BC Marburg Beszczynskis Verpflichtung bekannt. Er unterschrieb einen Dreijahresvertrag als Cheftrainer. Aus familiären Gründen ging er aber bereits im August 2020 nach Österreich zurück. Er setzte seine Tätigkeit als österreichischer Jugendnationaltrainer (Mädchen U16) fort.